# Drum național 64A
Der Drum național 64A (rumänisch für „Nationalstraße 64A“, kurz DN64A) ist eine Hauptstraße in Rumänien. 

## Verlauf
Die Straße zweigt in Râmnicu Vâlcea vom Drum național 67 (Europastraße 81) ab, kreuzt nach einem Kilometer den Drum național 64  und führt im Tal des Olănești nach dem Badeort Băile Olănești, wo sie endet.
Die Länge der Straße beträgt rund 19 Kilometer.